# Gregor Otto Papadopoulos
Gregor Otto Papadopoulos (* 13. April 1973 in München) ist ein griechisch-deutscher Konzert- und Opernsänger (Bariton) sowie Gesangspädagoge.

## Leben
Gregor Otto Papadopoulos wurde als Sohn einer deutschen Mutter und eines vom griechischen Peloponnes stammenden Vaters in München geboren und ist der Großneffe des ehemaligen griechischen Politikers und Landwirtschaftsministers Jannis Talaganis (Γιάννης Ζέβγος) sowie der Großcousin des griechischen Malers Dimitrios Talaganis (Δημήτριος Ταλαγάνης). Er bekam früh Gesangs- sowie Klavierunterricht und studierte von 1993 bis 1999 am Richard-Strauss-Konservatorium seiner Heimatstadt, wo er im Jahr 1999 sein Examen im Fach Bühnengesang absolvierte. Musikalische Studien u. a. bei Urszula Mitrenga-Wagner und bei Greville Rothon, einem Schüler und Vertrauten des großen chilenischen Pianisten Claudio Arrau. Der Sänger ging bereits während des Studiums nach Österreich, Spanien und Italien auf Tourneen. Er debütierte am 6. Dezember 1998 im Rahmen seines Studiums als Monsieur Beaubuisson in Richard Heubergers Operette „Der Opernball“ im Carl-Orff-Saal des Münchner Gasteig unter der musikalischen Leitung von Herbert Morasch in der Regie von Wolf Busse.
Der Sänger besitzt ein breites Repertoire, das von der Barockmusik über die Wiener Klassik bis hin zum Zeitalter des Belcanto reicht. Er ist auch Interpret moderner Komponisten sowie griechischer Musik (beispielsweise Mikis Theodorakis und Manos Hadjidakis). Im März 2004 interpretierte der Bariton den Liederzyklus „Dichterliebe“ op. 48 von Robert Schumann im kleinen Konzertsaal des Münchner Gasteig. Im Herbst des Jahres 2010 sang er erstmals die Rolle des „Papageno“ in Wolfgang Amadeus Mozarts Oper „Die Zauberflöte“ in einer szenischen Aufführungsserie des Kulturzentrums Puchheim. Er nahm für den deutschen Komponisten Max Märkl die Oper „Alcandors Spiegel“ auf. Die Stimme von Gregor Otto Papadopoulos, ein Bariton von eher lyrischem Gepräge, zeichnet sich aus durch Musikalität und Stimmschönheit.

## Gesangspädagoge
Der Sänger hat sich auch als Gesangspädagoge und Stimmbildner einen Namen gemacht. Er leitet deutschlandweit Seminare sowie Workshops für Gesang und hat mehrere Lehraufträge für Stimmbildung.